# Noormarkku
Noormarkku (Norrmark trong tiếng Thụy Điển) là một đô thị của Phần Lan.
Vị trí ở tỉnh của Tây Phần Lan thuộc vùng Satakunta. Đô thị này có dân số 6.127 người (năm 2003) và diện tích 332,78 km² trong đó có 15,83 km² là diện tích mặt nước. Mật độ dân số là 19,3 người trên mỗi km².
Dân đô thị này chỉ sử dụng tiếng Phần Lan. Đây là quê hương của dòng họ Ahlström.
Ở đây có Villa Mairea do kiến trúc sư Alvar Aalto thiết kế cho Maire và Harry Gullichsen (dòng họ Ahlström — Gullichsen).